# Calixt I.

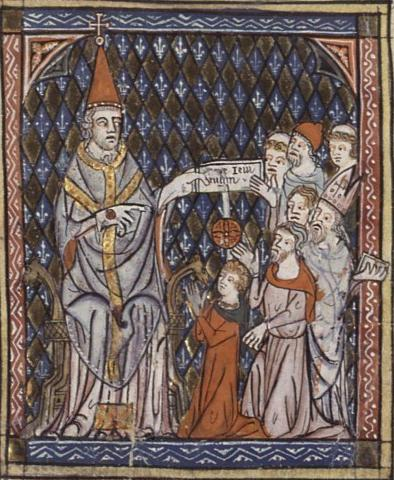
Papst Calixt gibt Anweisungen über das Fasten (französische Miniatur zur Legenda Aurea, 14. Jh.)

Calixt I. (auch Callist I., Kalixt I., Calixtus I. und Kallixtus I.; * möglicherweise um 160; † 222) war seit etwa 217/218 Bischof von Rom. Seine Amtszeit war zu Zeiten der römischen Kaiser Elagabal und Severus Alexander.

## Leben
Über ihn ist wenig bekannt. Sein Name (κάλλιστος kállistos) bedeutet „der Schönste“ (griechisch/lateinisch).
Hippolyt von Rom, ein Zeitgenosse und Widersacher Calixts, erzählt Folgendes über ihn: Als junger Sklave wurde Calixt von seinem Herrn Carpophorus, seinerseits ein Freigelassener des Kaisers Commodus, zur Aufsicht einer Bank bestellt – doch er verlor das Geld, welches ihm von anderen Christen anvertraut worden war. Er floh aus Rom, wurde aber auf einem Schiff festgesetzt. Um der Sklaverei zu entgehen, sprang er von Bord. Er wurde gerettet und zu Carpophorus zurückgebracht, doch auf Fürbitte seiner Gläubiger wurde er freigelassen. Sie hofften, er werde etwas von dem Geld wieder zusammenbringen können. Doch er wurde wieder festgenommen, als es in einer Synagoge zu einem Kampf kam. Calixt hatte versucht, Schulden einzutreiben oder Geld auszuleihen. Er wurde nun zur Zwangsarbeit in die Minen von Sardinien geschickt.
190 wurde Calixt mit Hippolyt von Rom und einigen anderen Christen auf Bitten der Marcia, einer Konkubine des Commodus, freigesprochen. Seine Gesundheit war jedoch so angeschlagen, dass er nach Antium geschickt wurde, wo er sich erholte und eine Rente von Bischof Viktor I. erhielt.
Als Bischof erließ Calixt I. Neugetauften ihre Bußzeit für ihre vor der Taufe begangenen Sünden. Sein rigoristisch eingestellter Zeitgenosse Hippolyt, ein römischer Katechet, der sich in seinen Schriften zum Gegenbischof des weniger strengen Calixt I. stilisiert, polemisierte gegen diese Entscheidung und die in seinen Augen skandalöse Möglichkeit, dass ehemalige Mörder, Ehebrecher und Unzüchtige ohne angemessene Buße an den Mahlgottesdiensten der Christen teilnehmen durften.
Ferner trat Calixt gegen die Häresie des Sabellius auf, den modalistischen Monarchianismus, wobei Hippolyt ihm wiederum vorwarf, nicht eifrig genug dagegen vorzugehen.
Es ist möglich, dass Calixt als Märtyrer um 222 starb, vielleicht während eines Volksaufstandes. Doch für die Legende, nach der er an der Stelle der heutigen Kirche San Callisto in einen Brunnen geworfen und ertränkt wurde, gibt es keine Belege. Er wurde auf dem Friedhof des Calepodius an der Via Aurelia begraben. Seine Reliquien wurden im 9. Jahrhundert in die Abtei Cysoing bei Tournai, später auch nach Reims, Fulda, Neapel und in mehrere Kirchen Roms überführt.
Nach seinem Tod ließ sich der Presbyter Hippolyt als Haupt des Ditheismus nochmals zum Bischof von Rom aufstellen, konnte sich zwar nicht gegen die anerkannten Urban I. und danach Pontianus durchsetzen, aber sich bis 235 weiter als Gegenbischof des nach ihm benannten Schismas des Hippolyt behaupten.

## Gedenken
Nach Calixt ist die römische Calixtus-Katakombe benannt, die er vor seiner Bischofszeit als Diakon verwaltete. Er wird in Todi in Italien als Märtyrer verehrt, sein Gedenktag ist der 14. Oktober. In der Kunst wird er meistens mit einer roten Robe und einer Tiara dargestellt oder mit einem Mühlstein um seinen Hals. Oft ist ein Brunnen in seiner Nähe.